# كنداير
كنداير (بالإنجليزية: Canadair)‏ هي شركة محدودة، تأسست في 1944. يقع مقرها في مونتريال، كندا. كانت شركة لصناعة الطائرات المدنية والعسكرية في كندا. كان إحدى الشركات التابعة لمصنعي الطائرات الأخرى، تم تأميم الشركة وخصخصتها في عام 1986، وأصبحت فيما بعد بومباردييه إيروسبيس.